# Sába királynője (opera)
A Sába királynője Goldmark Károly 1875. március 10-én, Bécsben bemutatott operája. A darab a szerző első műve volt a műfajban, és meghozta számára a világhírt. Goldmark az opera témáját véletlenül ismerte meg Bécsben. Szövegkönyvét Salomon Hermann Mosenthal írta, de maga Goldmark is sokat dolgozott rajta.
A Sába királynőjével a komponista öt év alatt készült el, 1867 és 1872 között. A premier a Burgtheaterben hatalmas közönségsikere volt. Bejárta a világ operaszínpadait és mindenhol osztatlan sikert aratott, legutóbb Németországban újították fel, 2002-ben. Bár Goldmark nem tudott magyarul, zsidó származású, német ajkú család gyermeke volt, Keszthelyen született és gyermekkorának nagy részét Magyarországon töltötte, de ami fontosabb: sosem tagadta meg magyar származását és identitását. Ennek következtében nem túlzás azt mondani, hogy a Sába királynője a legsikeresebb magyar opera, amit valaha magyar szerző papírra vetett. A kékszakállú herceg vára mellett ugyanis csak ez a darab tudott igazán gyökeret verni külföldi színpadokon a magyarországi vonatkozásúak közül.

## Az opera története
Az 1860-as években a zeneszerző legjelentősebb pártfogója volt a Bettelheim család. A téma iránt a zeneszerző érdeklődését a baráti ház asszonya keltette fel, amikor elmondta neki, hogy a bécsi operaház főrendezője lánya, Karolin szépségét egy Sába királynőjét ábrázoló festményéhez hasonlította. Az asszony Goldmark kérésére elmondta, amit a Szentírásban olvasott Sába királynője és Salamon király találkozásáról. A zeneszerző Klein urat, a házitanítót kérte meg, hogy írjon neki egy színpadi művet a történetből. Ő ugyanis tárcákat és rövid novellákat írogatott, amiket olykor kisebb hetilapok leközöltek. Klein pár nap alatt el is készült a librettó vázlatával, de Goldmark nem volt vele megelégedve, így az opera hosszú ideig csak terv maradt. Több év telt el, mire egy váratlan fordulat előremozdította az eseményeket.
Goldmark véletlenül találkozott Salomon Hermann Mosenthal (1821–1877) szövegkönyvíróval. Egy alkalommal Bécs utcáin sétálva az eső elől egy kapualjba húzódott, ahol Mosenthal is a zivatar végét várta. Goldmark párszor már összefutott vele irodalmi estélyeken és kávéházakban, így beszélgetni kezdtek. Mosenthal megkérdezte a zeneszerzőt, hogy nem gondolt-e arra, hogy operát írjon. Goldmark elmondta neki, hogy már évek óta foglalkoztatja a dolog, a témája is megvan hosszú ideje, de megfelelő szövegkönyvírót nem sikerült találnia. Elbeszélte Sába királynőjének a történetét, és megkérdezte, hogy nem lenne-e kedve a szövegkönyv megírásához. Mosenthal készségesnek mutatkozott, és kérte, hogy mutassa meg neki a cselekmény vázlatait és majd meglátja, mit tud kezdeni vele.

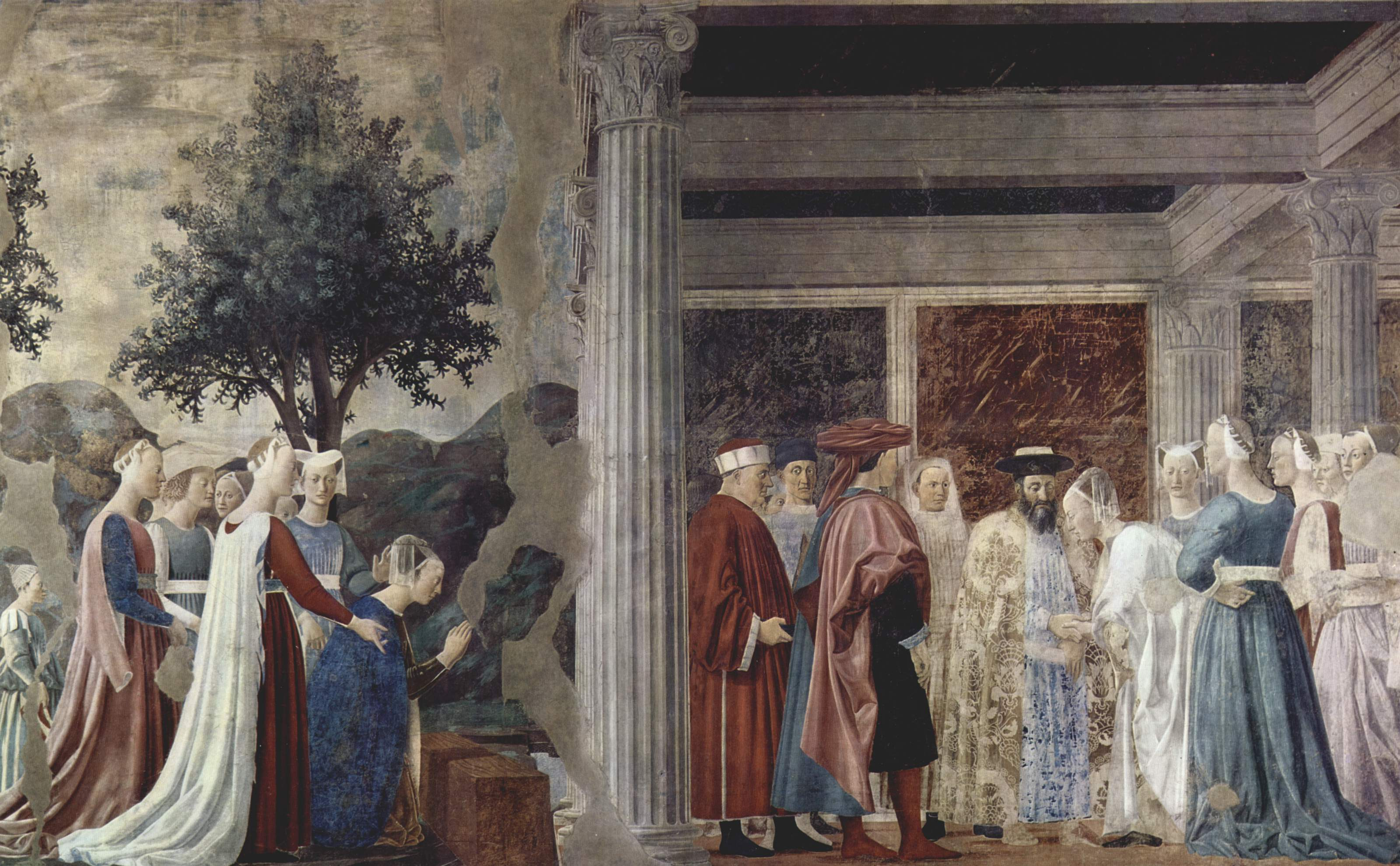
Salamon király és Sába királynőjének találkozása (Piero della Francesca festménye)

Másnap megbeszélték a részleteket, és tizenegy nap múlva el is készült az első felvonás szövege. Goldmark jónak találta, de a második felvonás megírása után Mosenthal elakadt. Hónapok teltek el az író kínlódásával, mire Goldmark megelégelte a dolgot, és a harmadik felvonást végül maga állította össze. A prózai szöveget aztán Mosenthal segítségével formálta át verssé. Ezután Mosenthal tovább dolgozott a még hátra lévő két felvonáson, de Goldmark folyton elégedetlen volt vele. Az alkotópáros rengeteget vitázott, Mosenthal átírta a szöveget, miközben Goldmark húzásokat javasolt. Végül az ötfelvonásos darabot négyfelvonásosra rövidítették.
A zeneszerző már az első két felvonás elkészülte után komponálni kezdett. A magyar államtól akkoriban évi 800 forintos ösztöndíjat kapott, ez lehetővé tette számára, hogy elhagyja Bécset. Badenbe utazott, és ott folytatta a munkát. Egy nap Karolin meghívta magukhoz Gmundenbe. Goldmark ekkor ide tette át székhelyét. A munkával egészen addig jól haladt, amíg meg nem érkezett a tengerentúlról József nevű bátyja. Ekkor visszatért Bécsbe, hogy testvére segítségére legyen, akit még az 1848–49-es eseményekben betöltött szerepe miatt marasztaltak el a császáriak. A zeneszerző mindenáron el akarta érni bátyja rehabilitálását, ennek érdekében végigkövette annak perét, ami minden idejét elvette, így nem maradt ideje a komponálással foglalkozni. A Sába királynője végül öt év alatt készült el, 1867 és 1872 között, és még két évet kellett várni az ősbemutatóig.
Az első két felvonást már korábban eljuttatta Desoff operai karmesternek, majd 1872-ben a teljes művet benyújtotta a Bécsi Udvari Operaházhoz. Az opera vezetősége tetszését és támogatását azonban nem nyerte el. Hosszú hónapokat várt az operaigazgató válaszára, de az nem érkezett meg. Közben eljött az 1873-as esztendő, amikor Bécs a világkiállítás színhelye volt. Goldmark joggal reménykedhetett abban, hogy ez alkalommal előveszik több monarchiabeli muzsikus újabb darabjait, közte a Sába királynőjét is. Ehhez kapcsolódik egy anekdota, amely szerint a zeneszerző egy este összefutott a szövegkönyvíróval, aki gúnyosan jegyezte meg neki, hogy ne aggódjon, az opera új bemutatójának a szerepeit már régen ki is osztották. Goldmark meglepve kérdezte, hogy valóban? Mire Mosenthal: igen, az Aida lesz az. Mindezek ellenére a Sába királynője a korabeli bécsi muzsikusok egyik állandó beszédtémája volt.
Ismét a véletlen mozdította előre a zeneszerző ügyét. Az opera jótékonysági hangversenyt tervezett, és többek között Liszt Ferencet kérték fel a közreműködésre. Johann Herbeck operaigazgató – máig nem lehet tudni, komolyan gondolta-e – azt javasolta a rendezőségnek, hogy a Sába királynője egyik számát, a bevonulási indulót is vegyék fel a hangverseny műsorára. Goldmark ellenezte a tervet, mert attól tartott, hogy Liszt szereplése háttérbe fogja szorítani az ő ötletszerűen kiragadott operarészletét. Ha a közönség kedvezőtlenül fogadja, akkor nagy a valószínűsége annak, hogy a darab örökre az operaház kottatárának a mélyére kerül. Dessoff azonban mint az operaház vezető karmestere, támogatta az ötletet és a zeneszerzőt is igyekezett meggyőzni. Goldmark végül ráállt a dologra, és a bevonulási induló szokatlanul nagy tetszést váltott ki a hangversenyen. Liszt is elismerően nyilatkozott és gratulált neki. Azonban másnap Eduard Hanslick, korának vezető tekintélyű osztrák kritikusa azt írta bírálatában, hogy az opera egyetlen valamire való részletét hallotta tegnap este a közönség.
Az operaház ebben az időben nem könyvelhetett el nagy sikerű bemutatókat. A színház deficitje folyamatosan növekedett. Goldmark Liszt támogatása mellett gróf Andrássy Gyulának, a monarchia akkori külügyminiszterének a pártfogását is elnyerte. Liszt nem maradt tétlen, és megemlítette az opera ügyét herceg Hohenlohe főudvarmesternek, aki végső soron az Udvari Opera ügyeinek főellenőre is volt. A herceg és felesége zenekedvelőként nagyra becsülte Goldmark munkásságát, és egy nap Hohenlohe utasítást adott az opera igazgatóságának, hogy minél előbb tűzzék műsorra a Sába királynőjét. Az igazgató ellenkezett, és egy hirtelen ötlettől vezéreltetve inkább Hermann Goetz Makrancos Katáját adatta elő, mert nagy sikert várt tőle. Goetz darabja azonban megbukott, s mivel más előadható mű éppen nem volt kéznél, Herbeck igazgató engedett, és műsorra tűzte a Sába királynőjét. Ellenséges magatartásán nem változtatott és jelezte: nem kíván sokat áldozni a darabra.

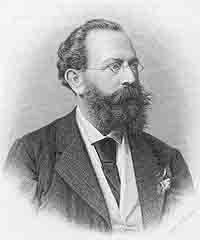
Salomon Hermann Mosenthal, az opera szövegkönyvírója

Az első próba nem sikerült jól: a kimerült énekesek nem voltak képesek teljes hanggal elénekelni szólamukat, a dallamvonalakat éppen csak jelezték. Hohenlohe kétségbeesetten kérte a zeneszerzőt, hogy csináljon valamit a művel, rövidítsen, dolgozzon át részleteket, csak ne hozzon szégyent rá! Összeült hát a zeneszerző, a rendező, a karmester, a szövegíró és az igazgató, hogy megbeszéljék a változtatásokat, de sehogy sem jutottak eredményre. Végül Goldmark a kimerültségtől és az izgalomtól összeesett.
Ezután új nehézségek támadtak. A Szulamitot megszemélyesítő Maria Wilt énekesnő megbetegedett, s a bemutatót nyolc nappal elhalasztották. A szerző így időt nyert a szükséges változtatások elvégzéséhez. A bemutató 1875. március 10-én zajlott le. Goldmark olyan izgatott volt, hogy nem tudta kivárni az előadás végét, s az opera művészei a lakásáról hurcolták el az óriási siker alkalmából rendezett bankettre.
A közönség lelkesedett, de a kritikák egy része elmarasztaló volt. Hanslick gúnyos beszámolót írt az operáról, és Johannes Brahms is negatív véleményének adott hangot. De a kritikusok elmarasztalása mit sem ártott a mű sikerének. A budapesti bemutató pont egy évvel az ősbemutató után zajlott le, szintén zajos sikerrel. 1877-ben Hamburgban, 1878-ban Prágában német, majd 1886-ban cseh nyelven szólalt meg a Sába királynője. A következő évben került sor a berlini és a torinói bemutatóra. Ezután a darab a világ számos országának operaszínpadán szép sikerrel szerepelt: 1880 Szentpétervár (olaszul), 1885 New York (a Metropolitanben angolul), 1887 Madrid (olaszul), 1891 Varsó (lengyelül), 1897 Zürich, 1899 Buenos Aires, 1910 London (angolul), 1935 Szófia, hogy csak a legfontosabb premiereket soroljuk fel. A művet leggyakrabban játszó két operaház azonban a bécsi és budapesti maradt. A budapesti operaház 1901-es felújítását Gustav Mahler vezényelte, de az előadások dirigensei között szerepelt Richard Strauss is. A Magyar Állami Operaházban az 1960-as években volt legutóbb műsoron. 1971-ben a debreceni Csokonai Nemzeti Színház sikerrel újította fel, de azóta nem csendült fel hazánk színpadain az opera. Koncertszerűen megszólalt a budapesti Zsidó Nyári Fesztiválon 2000. augusztus 29-én, neves szólisták, a Szegedi Szimfonikus Zenekar és a Vaszy Viktor Kórus előadásában, Oberfrank Péter vezényletével. Legutóbb Németországban vették elő, 2002-ben.

## Az opera szereplői és helyszínei
| Szereplő                                     | Hangfekvés   |
| -------------------------------------------- | ------------ |
| Salamon király                               | bariton      |
| Főpap                                        | mély basszus |
| Szulamit, a lánya                            | szoprán      |
| Asszád, Salamon kegyence és Szulamit jegyese | hőstenor     |
| Baal-Hanan, palotafelügyelő                  | bariton      |
| Sába királynője                              | mezzoszoprán |
| Asztarót, a királynő rabszolgája             | szoprán      |
| Templomőr                                    | basszus      |

- Énekkar: Salamon feleségei, Szulamit társnői, papok, leviták, a király testőrei, rabszolgák, a nép; nagy létszám és igen nagy feladat
- Történik: Bibliai időkben, Jeruzsálemben és a szíriai sivatagban
- Színhelyek: I. felvonás: csarnok Salamon palotájában; II. felvonás: 1. kép: a palota kertje, 2. kép: a templom belseje; III. felvonás: terem a palotában; IV. felvonás: a szíriai sivatagban
- Játékidő: három óra.[3]

## Az opera cselekménye

### I. felvonás
Az Salamon király palotájának tróntermében felvonulnak a palota testőrei a király és udvara Sába királynőjének a fogadására készülődik. Szulamit Asszádot várja vissza, aki a királynő elé ment, hogy illően fogadja és a király elé vezesse őt. Rövidesen megérkezik Asszád és jelenti a királynő közelgő érkezését. A fiatal katona zavartan viselkedik, mintha kerülné jegyese tekintetét. Közli Szulamittal, hogy nem lehet az övé, szégyelli magát a nő előtt. Ekkor érkezik meg Salamon, aki rögtön átlátja a helyzetet. Elbocsátja az udvartartást, hogy négyszemközt beszélhessen kegyencével.

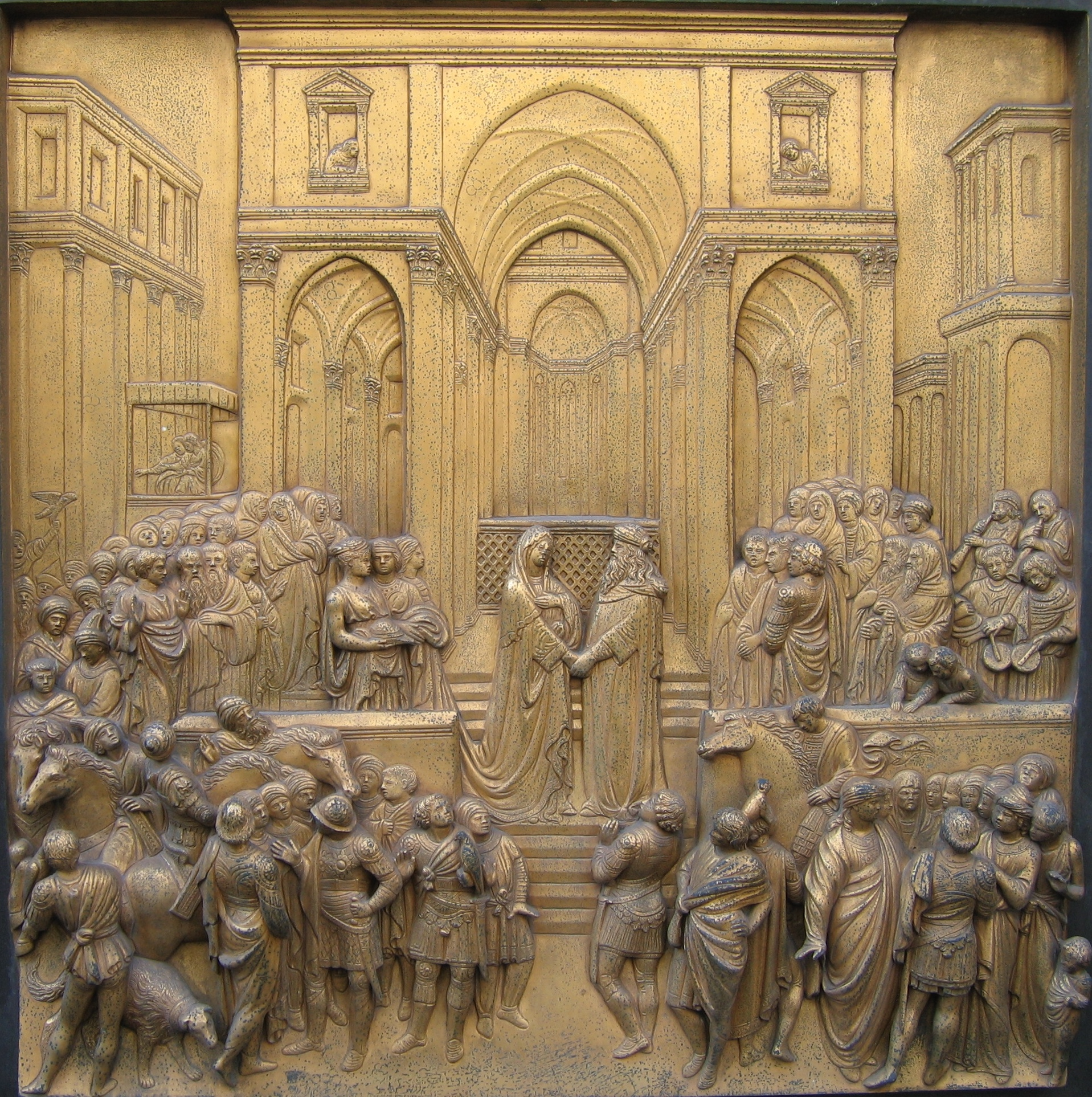
Salamon király és Sába királynőjének találkozása Ghiberti domborművén

Tudni akarja Asszád viselkedésének az okát. A harcos hamar megtörik, és elmondja, mi történt. A királynő csak Salamon előtt hajlandó fátylát felemelni, így hát nem látta őt, csak beszélt vele. Aztán útban hazafelé Asszán egy titokzatos nőt látott, aki a patakban fürdött. A nő teljesen megigézte. Megvárta amíg végez, majd hirtelen szél támadt, és a nő eltűnt. A király tanácsa: ne fusson csalogató lidércek után, vezesse oltárhoz húsvér jegyesét, aki szereti őt. Szulamit szerelme majd elfeledteti vele a csodát, amit a sivatagban látott.
Ezután megérkezik Sába királynője. A fogadási ceremónia fénypontja, amikor a titokzatos királynő felemeli fátylát és feltárja arcát. Asszád felismeri benne a cédrusligeti lidércet és felkiált. A királynő azonban tagad: nem ismeri ezt az embert, soha életében nem találkozott vele. A királyi udvar Asszád ellen fordul, Salamon csendesíti kegyencét: nyugodjon meg, a holnapi esküvő majd mindent elfeledtet vele.

### II. felvonás
1. kép: Sába királynője félrevonult a palota kertjébe. Bár az imént elutasította Asszádot, valójában szereti a férfit; szívét gyötrelmes szerelem emészti. De a férfi nem lehet az övé, mert az hamarosan egy másik nő férje lesz. A királynő azonban nem hajlandó lemondani szerelméről. Asztarót hírül hozza, hogy Asszád is a kertben bolyong. Úrnője parancsot ad csalogató dal éneklésére, a dal odavonzza a férfit. Szemtől szembe kerül egymással a két szerelmes, megcsókolják egymást. Ekkor megszólal Baál-Hanan szózata, amely reggeli imára hívja a hívőket. A királynő ennek hallatán kisiklik Asszád karjai közül és gyorsan elmenekül.
2. kép: A templom előcsarnokában gyülekezik a nép. A főpap és a nép váltakozó éneke hallatszik. Szulamit elvégzi áldozatát, szép imát énekel. Ezután Salamon érkezik kíséretével és a vőlegénnyel. A főpap a jegyesekhez lép és átadja a jegygyűrűket, majd el is mondja az esküimát. Asszád egészen addig türtőzteti magát, amíg meg nem jelenik a királynő, aki hívatlanul betoppan a szertartásra. Asszád ekkor eldobja a jegygyűrűt. A királynő azzal az ürüggyel jött, hogy nászajándékot hozzon az ifjú párnak. Asszád megint kitör, az úrnő pedig megtagadja szerelmét. Közben az egész sokaság a fiatal férfi segítségére siet. De a királynő egyetlen szava (Asszád) felborít mindent. A férfi teljesen megtébolyul és nyilvánosan káromolja a zsidók istenét. A tömegen pánik lesz úrrá, megátkozzák és halálra ítélik őt. A főpap megszaggatja ruháját, a leviták kioltják az oltár tüzét, kihunynak a templom mécsesei. Szulamit szerelme életéért könyörög.

### III. felvonás

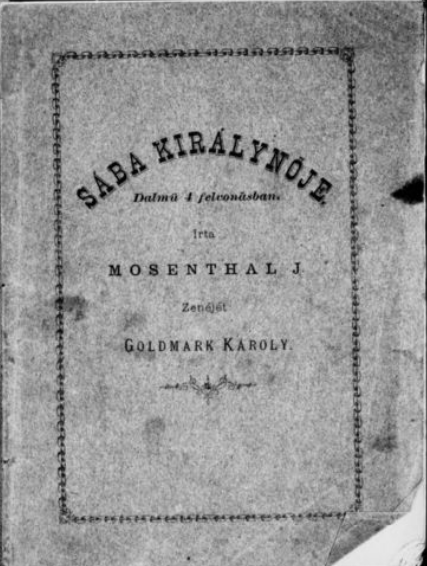
Az első magyar nyelvű kiadás

A harmadik felvonás látványos balettjelenettel kezdődik, majd feltárul a palota díszterme. A király lakomára invitálta királyi vendégét. Sába királynője egyetlen kéréssel fordul vendéglátója felé: kegyelmezzen meg Asszádnak. A király kitérő választ ad. A királynő tovább könyörög, ígér, fenyegetőzik, megalázza magát, majd haragosan parancsolgatni próbál, de Salamonról lepattan minden próbálkozás. Végül a királynő sértetten távozik, a király pedig már tisztán látja a helyzetet. Ezután Szulamit jelenik meg, aki szerelme életéért könyörög. Salamon feltárja előtte Asszád hollétét: a sivatagba menjen, ott majd rátalál.

### IV. felvonás
Még egyszer feltűnik Sába királynője, aki kezét, kincseit, országát ígéri Asszádnak, ha vele tart, és segít jóvá tenni bűnét. De a férfi ellenáll a csábító szavaknak. A reményt vesztett királynő kétségbeesve hagyja magára sorsával megbékélt szerelmét. Félelmetes szélvihar, számum dühöng végig a színpadon. Amikor véget ér a dübörgése, Asszád egy pálmafa törzsébe kapaszkodik, szinte már semmi élet nincs benne. Félholtan zuhan a sivatag homokjába. Itt talál rá Szulamit, aki ölébe veszi és megbocsát neki. Asszád szerelme karjai közt leheli ki lelkét.

## Az opera színpadra állítása
Az opera egyike a legigényesebb zenés daraboknak. A főszereplők szólamai végig a legmagasabb regiszterekben mozognak, a baletthez nagy létszámú tánckar van előírva, és kórus is monumentális méretű. Az opera előadásai során kialakult az a rendezői gyakorlat is, amely nagy hangsúly fektet a külsőségekre a siker érdekében: a rendezőnek nem volt ajánlatos egyetlen színpadi effektust sem elhagyni, ellenkező esetben a rendezés vérszegénynek hatott. Mindezekből kikövetkeztethető, hogy a Sába királynője színpadra állítása igényes és költséges előadást kívánt meg, tehát csak úgy volt érdemes műsorra tűzni, ha jó pár évadig sikerre lehet vinni. Ellenkező esetben az opera költségei nem térültek meg. Elsősorban ez az oka annak, hogy a darabot ma viszonylag ritkán játsszák.  Egyes rendezők a terjengősségre hivatkozva elhagyják a IV. felvonás nagy részét, Sába királynőjének újbóli megjelenésével együtt. Szulamit és Asszád záró kettőse is sokszor kimarad az előadásokból. Ez a megoldás azonban jelentősen csorbítja Asszád jellemét, megfosztja lényeges vonásaitól, elszegényíti alakját. Viszont lehetővé teszi, hogy a darabot négy helyett három felvonásban állítsák színpadra. Mivel ez a gyakorlat szinte bevett szokássá vált, ezért a legtöbb operakalauz, operaismertető is három felvonásban ismerteti a darab cselekményét.

## Az opera szövegkönyve és Sába királynője az operaszínpadon
Klein úr próbálkozása után a szövegkönyv vázlatát maga Goldmark készítette el, de a végső megvalósítást Mosenthal vitte véghez. Mosenthal korának elismert, egyik legsikeresebb szövegkönyvírója volt. Műveit egyszerű cselekmény, könnyen zenébe önthető versek jellemezték. A Sába királynője esetében lemondott minden intrikáról, a drámai cselekményt néhány szereplőre redukálta, fő vonásaiban ragadta meg és egyszerűen mondta el. Tömör egyszerűsége azonban nem kizárta, hanem éppenséggel ügyesen, nagy színpadi érzékkel kezelte a látványos tömegjeleneteket, felvonulásokat. Dramaturgiailag kifogástalan librettót alkotott. De Goldmark érdemeit sem becsülhetjük alá a szövegkönyvvel kapcsolatban, hiszen már volt róla szó, hogyan vette át egy idő után az irányítást Mosenthaltól.
Az opera legaktívabb szereplője a királynő, egyben ő a valóságos főszereplő is: érkezik, csábít, támad, követel, egyszóval ő idézi elő a konfliktust, az ő fellépései teszik igazán drámaivá az egyébként állóképek lírai vagy epikai sorából álló cselekményt. Ő képviseli az istentelen gonoszt, aki csak saját érdekeiért vív csatát Salamon ellen, aki a higgadt bölcsességet képviseli. Erkölcsileg Salamon a győztes, de igazából csak másodlagos szereplő. A királynő az igazi hős, aki démoni erejével irányítja eseményeket, amíg Salamon meg nem töri.

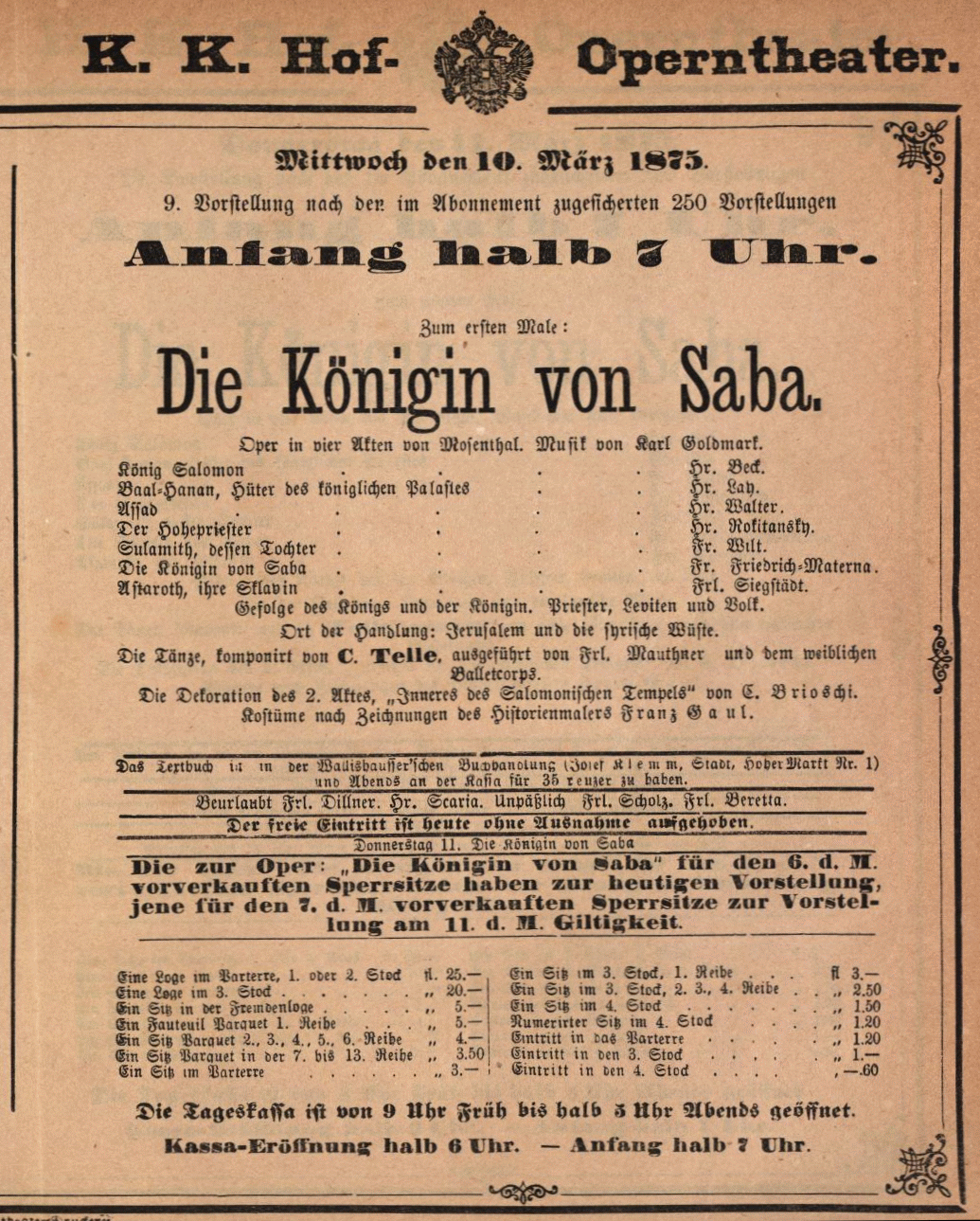
Az ősbemutató plakátja, 1875-ből

A másodlagos főszereplő Asszád, meglehetősen passzív figura: nem hős, inkább áldozat, aki passzivitása miatt nem lehet irányítója az eseményeknek. A törvényes rend ellen lázad, az istenkáromlásig is eljut, így nem is lehetne igazi hős egy bibliai történetben. De ha alárendeltként is, Asszád szerves része a drámai bonyodalomnak. Paradoxonnak hangzik, de csak haldoklóként válik hőssé, egyébként csak a királynő bábja. Aztán a száműzetésben öntudatára ébred, és el tudja kergetni a bűnös csábítót, és ha csak halála előtt is, de visszatalál egykori szerelméhez.
Az operában két világ ütközik meg egymással: az erkölcsi világrendet képviselő, egyistenhívő társadalmat egy kiegyensúlyozatlan, dinamikus, pogány társadalom támadja meg. Az erkölcsi világ képviselői: Salamon király, a főpap, Szulamit, a palotafelügyelő, a templomőr és Salamon népe; a szemben álló világé a királynő, Asztarót és az ő kíséretük. E két világ között vergődik áldozatként Asszád. A két világ jelképes ütközetének fő helyszíne pedig a templom, ami az opera szerkezeti felépítésének a középpontjába van.
Magát a bibliából merített, a zsidó nép egyik történelmi eseményét elmesélő történetet korábban már két francia szerző is operaszínpadra állította. Elie Edwart (1808–1877) Goldmarkéval azonos című művét végül nem mutatták be, míg Charles Gounod műve tizenhárom évvel korábban került színre, és csúfos bukást szenvedett. A La reine de Saba cselekménye szinte teljesen eltér Goldmark operájának történetétől.
Gounod művében Salamon ostromolja királynőt, aki a király tiszteletére építendő templom Adoniramba nevű építőmesterébe lesz szerelmes. A konfliktus két szálon bontakozik ki: egyrészről az építőmester és annak három munkása, másrészről az építőmester és a király között. A végkifejlet: Adoniram megölése és a munkások bosszúja. Asszádnak és Szulamitnak, illetve a nekik megfeleltethető szereplőknek nyoma sincs a darabban. A konfliktust egy szerelmi háromszög eredményezi, a királynőnek pedig neve is van: Balkis. Goldmark esetében a királynőnek tetszik meg Asszád, annak ellenére, hogy ő már Szulamit jegyese, és a királynőnek nincs neve, ezzel is hangsúlyozva annak misztikus voltát. Gounod művében Andoniram a misztikus figura, aki a démonokkal cimborál, így tesz szert egyedülálló tehetségére. Végezetül azonban mindkét operáról elmondható, hogy a tulajdonképpeni bibliai történet, Salamon király és Sába királynőjének a találkozása csak keretül szolgál a tényleges eseménysorhoz.

## Az opera zenéje

### A zene jellemzése
A Sába királynője a romantika jegyében született eklektikus opera, amely sok tekintetben a francia grand opéra hagyományait követi. A látszat ellenére a darabnak nincs igazi nyitánya. Az első felvonás előjátékában felhangzanak a mű központi zenei motívumai, de ezek inkább csak a felvonás expozíciójának a szerepét töltik be. A bevezető nyugodt, ünnepélyes akkordok mintha Jeruzsálemet szimbolizálnák, majd felhangzik a királynő és Asszád szerelmét képviselő érzéki motívum, amely az opera legfontosabb dallama lesz a későbbiekben. Ez a dallam, valamint az ezt követő, szenvedélyesen fokozódó motívum, majd a előjátékot lezáró nyugodt menetű ütemek mind-mind előfordulnak majd a történet folyamán. Goldmark a romantikus előjáték típust követi, amely a mű zenei alapmotívumainak a felhasználásával előrevetíti a darab alapgondolatát.

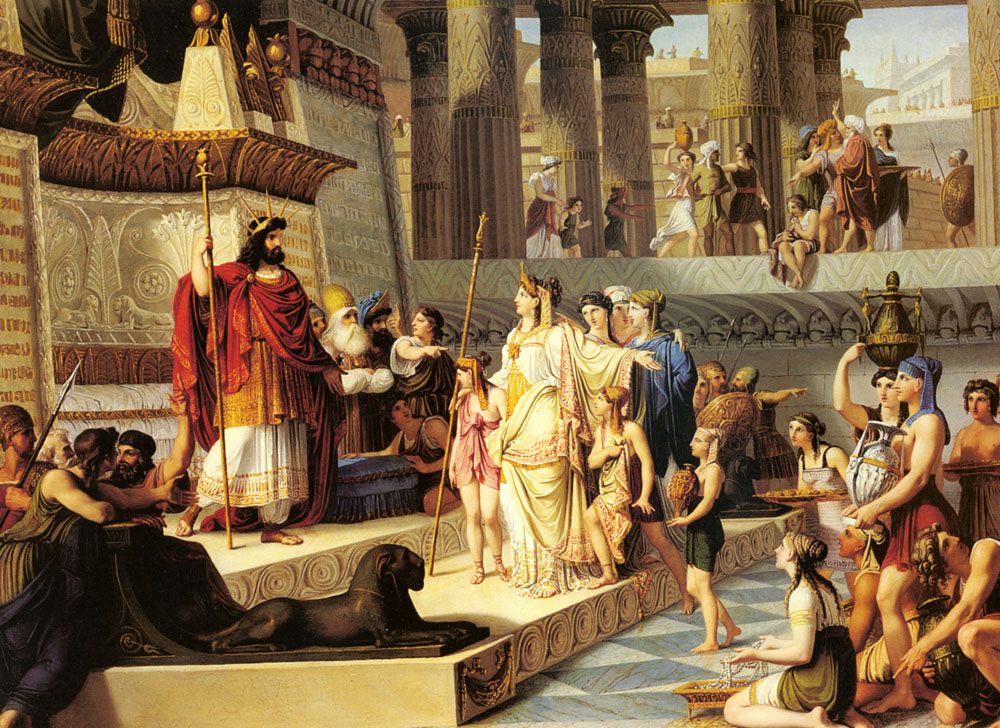
Salamon és Sába királynőjének találkozása Giovanni Demin (1789–1859) festményén

A mű eklektikus voltának szép bizonyítéka Asszád első felvonásbeli áriája, amelyben elmeséli a Salamonnak Sába királynőjével való találkozását. Az elbeszélés első fele akár a Tannhäuser részlete is lehetne, míg második része kifejezőeszközeiben a nagyopera formavilágát eleveníti fel. A második felvonás előjátékában az ünnepet követő éjszaka leírásában, az éjszakai kert, a keleti környezet lefestésében pedig Mendelssohn kísérőzenéjének, a Szentivánéji álomnak notturnójára ismerhetünk. A címszereplő nagy áriájában Verdi hatását fedezhetjük fel. Megmutatkozik ezenkívül Liszt és Gounod stílusának részletes és pontos ismerete is. Goldmark legnagyobb érdeme éppen abban áll, hogy bár egymástól távol eső zenei stílusok sokaságából merít, az eredmény mégsem lesz összetákolt zagyvaság. Az opera zenéjében vannak teljesen eredeti megoldások is. Ilyen például a triola kiemelt és fontos szerepe a dallam építkezésben, illetve zsidó liturgikus, keleti dallamkincsek sajátos felhasználása. A keleti motívumok iránt való vonzódás a zeneszerző egész munkásságában meghatározó.
A zenekari részletek különösen jól sikerültek. A már említett előjátékok és a bevonulási induló mellett figyelmet érdemel a harmadik felvonás nyitó jelenetének balettzenéje, amely a könnyed bájtól a vad bacchanáliáig fokozódik, egyre érzékibb hangulati emelkedéssel. Az ötödik felvonás viharzenéje programzene eszközeit használja fel.
A zene alaphangulatát a szenvedély és az érzékiség adja meg. Ezt fokozza az előtérbe állított orientális színezet. Az operát sok tekintetben a szerző főművének tekinthetjük: a történet keleties, szenvedélyes jellegénél fogva Goldmark egyéni stílusjegyeit – a keleti-zsidó zenei motívumok iránt való vonzódását, az érzékiség és a szenvedélyesség ábrázolását – semmilyen más művében nem tudta jobban reprezentálni. A keleties színezet elsősorban ott nyilvánul meg, ahol ezt a cselekmény megköveteli: a templomi jelenetekben, a balettben, Aszarót csalogatójában, a nagy bevonulási indulóban. A szenvedélyes pátosz talán a darab legfőbb stílus ismérve.
Az énekhangok szinte állandóan a legmagasabb fekvésben mozognak, a hangközök sokszor ugrásszerűen tágulnak. A szereplők jellemzése azonban egyenetlen. A címszereplő jellemrajza zeneileg tökéletesen körvonalazott, de Asszád alakja már sokkal sematikusabb, csak a szerelmi tébolyt halljuk énekéből, tipikus Wagner-hőstenor, ami szinte lehetetlenné teszi kifogástalan eléneklését. Szulamit nála is sablonosabb: szenvedő lírai szoprán, szép dallamokkal, de igen egysíkú zenei mondanivalóval. Viszont a szerep előnye, hogy a zeneszerző minden felvonásban biztosított számára egy-egy hatásos és szép koloratúráriát. A többi szereplő pedig nem több szépen dekorált, jelmezes basszus szólamnál. A kórus szinte egyenlő rangú szerepet kap a szóló szereplőkkel, kezelése virtuóz, különösen a templomi jelent kórusrészletei sikerültek jól, de olykor a kórus is csak a zenei látványosság része (jó példa erre az I. felvonás bevonulási indulója). Viszont a II. felvonás templomi kiátkozási jelenetében a kórusé a főszerep és ez a rész drámai erő és hatásosság szempontjából vetekszik Verdi legjobb kórusaival.

### A zenei motívumok
Goldmark a következőképpen emlékezik vissza operája komponálására: „az értelem- és tárgyszerű iránti zenei ösztönnel, energiával és ifjúi merészséggel gondtalanul, sem balra, sem jobbra nem tekintve láttam munkához. Semmi más vezéreszmém, semmi egyéb művészi elvem nem volt, mint az, hogy az előttem levő szöveget, benső lelki tartalmának megfelelően zeneileg kifejezzem.”
Ezek a lelki tartalmak a következők: Salamon temploma, Bűnös vágyakozás, Bűnös beteljesedés, A gonoszság világa, A humánum világa, A tiszta szerelem világa. A bűnös vágyakozás és szerelem a Királynő és Asszád kapcsolatára utal, a Királynő egyértelműen a gonoszság világának a megtestesítője, míg a Salamon és a főpap a humánumé, Szulamit pedig a tiszta szerelmet képviseli.
Salamon temploma a dráma középpontjában helyezkedik el: az öt színpadkép közül a templom a harmadik. Zenéje hitelesen reprezentálja a zsidó liturgiát, az ősi liturgiából vett főpapi áldást komponálta bele a zeneszerző a templomi zenébe. A liturgia motívumai azonban csak a templomi jelenetben uralják a zenei alapszövetet, ugyanis a Sába királynője nem liturgikus darab.

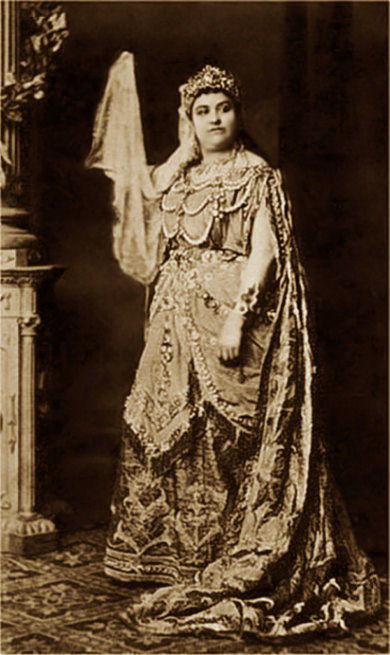
Amelia Materna, a bécsi ősbemutató Sába királynője

Az opera második „lelki tartalma” Asszád vágyakozása a királynő után. Szerelmi vergődését a csellókon felhangzó emelkedő triolás motívum jelképezi szinte minden alkalommal, amikor a királynő vagy annak látomása megjelenik Asszád előtt. Ez az egyetlen, wagneri értelemben vett vezérmotívum a műben, amely már az előjátékban is elhangzott. De ez a motívum bukkan fel Asszád tébolyult szavaiban az esküvői jelenetben, vagy amikor megvallja királyának bűnös vonzalmát. A kerti jelenetben pedig a királynő szólamában tornyozódnak a triolás dallam-motívumok. Ezenkívül kettőjük szerelmi kettősét is ez a motívum kíséri végig.
A bűnös vágyakozás érzelemköréhez tartozik Asztarót csalogató éneke is, amellyel Asszádot a kertbe csalja. A zeneszerző az egész operában itt ment a legmesszebbre az orientális népiesség ábrázolásában. Az ária főmotívuma a csellók és a hárfák kvint-orgonapontjára építkezik, e szólamok fölé a fuvola és a pikoló rajzol girlandokat, a középső szólam pedig tompított kürtökön szólal meg. Ez a fülledt zenekari dallam veszi körül Asztarót szövegét. Maga az énekszólam trillázó, kis koloratúrákból építkezik.
A harmadik érzelemkör szintén a királynővel és Asszáddal kapcsolatos: ez a bűnös szerelem beteljesülése. Ezeket az elemzők boldogság zenének nevezik, amelyek halkan és magasba nyúlva idézik fel a beteljesedett gyönyörűséget. Ez a motívum bukkan fel Asszád első felvonásbeli elbeszélésében, vagy az Asszádot a sivatagba követő királynő szólamában, aki még egy kísérletet tesz, hogy visszaszerezze szerelmét.
Az opera negyedik érzelemköre a királynő jelleméhez tartozik: a gonoszság, a gőg és a büszkeség. Az ezt képviselő zenei motívum jelenik meg, amikor a királynő először mindent bevet az istenkáromlással vádolt Asszád érdekében Salamon előtt, majd sikertelensége után fenyegető hangon támad a királyra. De legélesebben akkor jelenik meg a fent említett dallam, amikor a királynő Asszádra sújt le, hogy magát mentse a király és a nép előtt. Először a bevonulási ünnepség alkalmával utasítja vissza Asszád közeledését, majd az esküvői szertartás folyamán tagadja le, hogy ismeri a férfit.
A főpap és Salamon az ötödik érzelmi szférát képviseli, a humánum világát. Bölcs nyugalmuk, mély hangszínük, egyrészt a királynő támadásainak elhárítására szolgál, másrészt a rossz útra csábított Asszád megtérítésére. Ez a motívum többször is felbukkan a dráma során. Már rögtön a főpap első színpadra lépésekor felcsendül az első felvonás elején, de ez kíséri Salamon király ítélkezését is Asszád felett.
A hatodik és egyben utolsó érzelmi szféra Szulamithoz kapcsolódik: a tiszta szerelem világa. A zeneszerző ennek juttatta a legkevesebb teret a darabban, Szulamit ugyanis mindössze kétszer kap rá lehetőséget, hogy Asszád iránti érzelmeiről énekeljen: az első felvonásban még Asszád nélkül, majd a negyedik felvonásban a sivatagban, a haldokló Asszáddal a karjaiban. Az opera elején, az F-dúr jelenetben ez a motívum egy refrén vagy ritornell Szulamit szólójához, amelyet a boldog menyasszony társnői csengéssel-bongással táncolnak végig. Szulamit szerelméhez kapcsolódik a harmadik felvonás egy jelenete is, de ezt a tragikus szerelem hangjai töltik ki. Ez az a jelenet, amikor a lány kegyelemért könyörög a király előtt szerelme számára. A tiszta szerelem végül az utolsó felvonásban teljesedik be végleg Asszád Gesz-dúr áriájában, majd az ebből kibontakozó esz-moll duettben. Asszád halk, magas regiszterű dúr dallama, akár egy osztrák népdal stilizált változata is lehetne. Az opera záró akkordjaiban Szulamit és Asszád szerelmének mottója, a rózsaének elhalóan szól Szulamit társnőinek tolmácsolásában.

## Az opera ismertebb részletei
- „Heil! Heil! Die Königin” („Üdv! Üdv! Királynő, üdv!”) – Bevonulási induló, I. felvonás
- „Aus des Jubels Festgepränge” („Tarka pompa fénye közben”) – A királynő áriája az II. felvonásban
- „Magische Töne, berauschender Duft” („Csábító hangok és dús illatár”) – Asszád áriája a II. felvonásban
- „Blich ich empor zu jenen Räumen” („Nézd az Úr magasztos, drágafényű csarnokát!”) – Salamon áriája a II. felvonásban
- „Die Stunde, die mir ihn geraubt” („Mióta elvesztettem őt”) – Szulamit imája a III. felvonásban.[14]

## Diszkográfia
- Wolfgang Anheisser (Salamon király), Andrei Dobriansky (Főpap), Teresa Kubiak (Szulamit), Arley Reece (Asszád), Ronald Corrado (Baál-Hanán), Alpha Floyd (Sába királynője), Kate Hurney (Asztarót); Amerikai Operatársulatok Ének- és Zenekara, a Bécsi Álli Opera Énekkara, Bécsi Gramphon Zenekar, vezényel: Reynald Giovaninetti (élő felvétel, 1970. márc. 26.) Gala GL 100 620[15]
- Sólyom-Nagy Sándor (Salamon király), Gregor József (Főpap), Kincses Veronika (Szulamit), Siegfried Jerusalem (Asszád), Miller Lajos (Baál-Hanan), Takács Klára (Sába királynője), Kalmár Magda (Asztarót); a Magyar Állami Operaház Ének- és Zenekara, a Honvéd Művészegyüttes Férfikara, az Ifjú Zenebarátok Kórusa, vezényel: Fischer Ádám (1980)  Hungaroton, HCD 12179-81.[15]
- Szemerédy Károly (Salamon király), Jin Seok Lee (Főpap), Irma Mihelić (Szulamit), Nuttaporn Thammathi (Asszád), Kevin Moreno (Baál-Hanan), Katerina Hebelková (Sába királynője), Kim-Lillian Strebel (Asztarót),; Freiburgi Színház Énekkara, Freiburgi Zeneművészeti Főiskola Énekegyüttese, Freiburgi Filharmonikus Zenekar, vezényel: Fabrice Bollon (2015) cpo 555013-2
- Karl Goldmark: Die Königin von Saba. Leo Slezak, Elise Elizza, Wilhelm Hesch, Elsa Bland, Grete Forst, Friedrich Wiedermann, Enrico Caruso etc.. (℗ 2010) Pannon Classic (H) PCL 8053 (CD)